# Justin Gerlach (Zoologe)
Justin Gerlach (* 26. Juli 1970) ist ein britischer Zoologe und Naturschützer, der lange Zeit auf den Seychellen tätig war.

## Leben
Justin Gerlachs Vater Ron (* 1938 in Johannesburg, Südafrika; † 2020 im Vereinigten Königreich) war ein Künstler und Naturschützer auf den Seychellen. Nach der Erlangung des Master of Arts am Wadham College in Oxford im Jahre 1991 wurde Justin Gerlach mit dem Christopher-Welch-Stipendium ausgezeichnet. 1994 promovierte er mit der Dissertation The Ecology of the Carnivorous Snail Euglandina rosea in der Abteilung für Zoologie an der Oxford University zum Dr. phil. 1990 war er Leiter einer Expedition der Oxford University zur Seychellen-Insel Silhouette. Zu seiner Forschungsarbeit zählte die Systematik der Vielfraßschnecken (Enidae) auf den Seychellen mit Aufzeichnungen zu ihrer Ökologie und ihrem Schutz, die Ökologie und Auswirkungen von invasiven Pflanzenarten auf den Seychellen sowie Revisionen innerhalb der Landschnecken der Seychellen. Mit dem Geld aus dem Christopher-Welch-Stipendium baute er 1991 eine Forschungsstation auf, wo er bis 1994 die indopazifischen Weichtiere in ihren Lebensräumen und ihre Gefährdung durch die karnivore Rosige Wolfsschnecke (Euglandina rosea) studierte.
Seit 1986 erforscht Gerlach die endemische Landschneckenfauna der Seychellen. Seine Revisionen führten zur Beschreibung eines neuen Hybrid-Taxons, von zehn neuen Unterarten, zwölf neue Arten und fünf neue Gattungen. Daneben entdeckte er zahlreiche für ausgestorbene gehaltene Schneckenarten wieder, darunter 2002 die Art Glabrennea thomasseti, die zuvor letztmals im Jahre 1905 nachgewiesen wurde. 
1996 identifizierten Justin und Ron Gerlach zwei für ausgestorbene gehaltene Arten aus der Gattung der Seychellen-Riesenschildkröten. Sowohl Aldabrachelys arnoldi als auch Aldabrachelys hololissa galten seit 1840 als verschollen und wurden unter in menschlicher Obhut gehaltenen Schildkröten wiederentdeckt. Beide Taxa werden heute als Synonym für die Aldabra-Riesenschildkröte angesehen, da der Artstatus, trotz Gerlachs Argumentation, dass es sich bei Aldabrachelys arnoldi und Aldabrachelys hololissa um valide Arten handelt, im Jahre 2003 widerlegt werden konnte. 
Von 2000 bis 2005 war Gerlach am Indian Ocean Biodiversity Assessment beteiligt, bei dem die Land- und Süßwasserfauna aller 115 Seychellen-Inseln erfasst wurde. Hierbei wurden 12 neue Gattungen und 47 neue Arten, darunter eine neue Geckoart (Ailuronyx tachyscopaeus) und eine neue Froschart (Sechellophryne pipilodryas) entdeckt.
Seit 2016 ist Gerlach Dozent am Peterhouse College in Cambridge.

## Dedikationsnamen
Nach Justin Gerlach sind unter anderem Madgeaconcha gerlachi, Mascaromyia gerlachi, Seychellonema gerlachi, Clunio gerlachi und Apozomus gerlachi benannt. 2024 wurde die Landschneckengattung Gerlachina aus der Familie Streptaxidae von den Seychellen nach ihm benannt.

## Schriften
- The land snails of Seychelles: A field guide, 1987
- Seychelles Red Data Book, 1997
- Famous tortoises, 1998
- Key biodiversity areas of the Seychelles Islands, 2005
- Lepidoptera of the Seychelles Islands, 2006
- Terrestrial and freshwater Mollusca of the Seychelles islands, 2006
- Reef and freshwater fish of Seychelles: A field guide, 2007
- Giant tortoises of the Indian Ocean: The genus Dipsochelys inhabiting the Seychelles Islands and the extinct giants of Madagascar and the Mascarenes, 2007
- Orthopteroidea of the Seychelles Islands, 2008
- The Coleoptera of the Seychelles islands, 2009
- The Diptera of the Seychelles Islands (Faunistica), 2009
- The Vertebrates of Seychelles: a Field Guide, 2009
- Darwin's Inextricable Web, 2009
- Arachnida and Myriapoda of the Seychelles Islands, 2010
- Crustacea, Platyhelminthes, Nematoda, Nemertea, Annelida, Rotifera and Tardigrada of the Seychelles Islands, 2011
- The Great Survivors, 2012
- Odonata, Hemiptera, Hymenoptera and Other Insects of the Seychelles Islands, 2013
- Snailing Round the South Seas: The Partula Story, 2014
- Western Indian Ocean Tortoises, 2014
- Extinct Animals of the British Isles, 2014
- Icons of Evolution: Pacific Island tree-snails of the family Partulidae, 2016
- Land and Freshwater Snails of Tahiti and the other Society Islands, 2017
- In the footprints of the first naturalist explorers: 250 years of biological exploration in Polynesia, 2018
- Essential Animals, 2020